# 納倫布斯基角
62°14′00″S 58°46′00″W / 62.23333°S 58.76667°W
納倫布斯基角（Narębski Point），是南極洲的海岬，位於南設得蘭群島的喬治王島西南端，處於巴爾頓半島東南岸，現時由南極條約體系管理。